# Казалольдо
Казалольдо (итал. Casaloldo) — коммуна в Италии, располагается в регионе Ломбардия, подчиняется административному центру Мантуя.
Население составляет 2172 человека, плотность населения составляет 136 чел./км². Занимает площадь 16 км². Почтовый индекс — 46040. Телефонный код — 0376.
Покровителями коммуны почитаются святые Гордий и Епимах, празднование 10 мая.